# هنري دوميركانت
هنري دوميركانت (بالإنجليزية: Henry Domercant)‏ مواليد 30 ديسمبر 1980 في شيكاغو، هو لاعب كرة سلة أمريكي. بدأ مسيرته الاحترافية في سنة 2003. يبلغ طوله 6 قدم 5 بوصة (2.0 م).

## المسيرة الاحترافية
لعب مع نادي أولمبياكوس لكرة السلة في موسم 2006–2007، ثم لعب مع منز سانا 1871 باسكت من سنة 2008 إلى 2010، ثم لعب مع غلطة سراي لكرة السلة في الدوري التركي من سنة 2012 إلى 2014، ثم لعب مع يوفي كازيرتا باسكت في الدوري الإيطالي في سنة 2015.

## روابط خارجية
- هنري دوميركانت على موقع الاتحاد الدولي لكرة السلة (الإنجليزية)
- هنري دوميركانت على موقع الدوري الأوروبي لكرة السلة (الإنجليزية)
- هنري دوميركانت على موقع كرة السلة الأوروبية.كوم (الإنجليزية)
- هنري دوميركانت على موقع كلية كرة السلة في سبورتس رفرنس.كوم (الإنجليزية)
- هنري دوميركانت على موقع ريلجم (الإنجليزية)
- هنري دوميركانت على موقع بروبوليرز (الإنجليزية)
- هنري دوميركانت على موقع سبورتس رفرنس (الإنجليزية)
- هنري دوميركانت على موقع سبورتس رفرنس (الإنجليزية)